# Nombre de Dios (Panama, Colón)
Pour les articles homonymes, voir Nombre de Dios.
Nombre de Dios (littéralement « Nom de Dieu » en espagnol) est un corregimiento et une ville située dans la province de Colón, sur la côte atlantique du Panama.

## Histoire

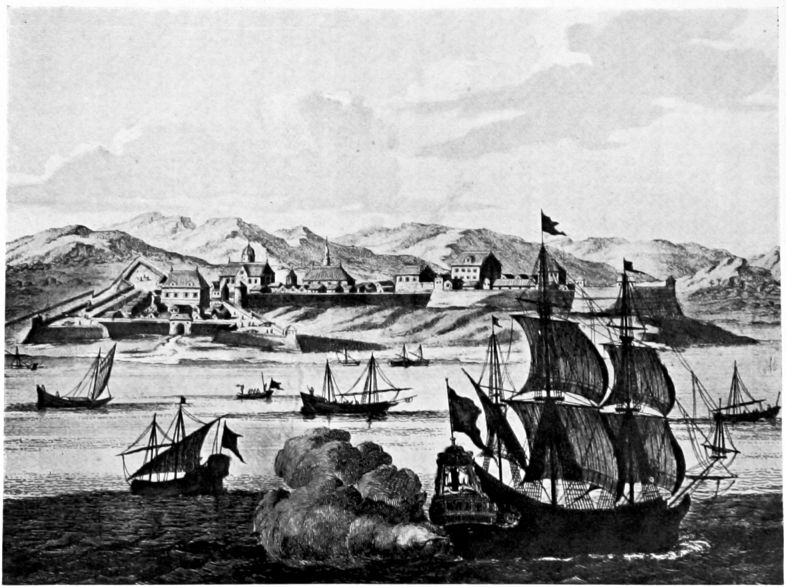
Vue imaginaire de Nombre de Dios, sur la côte atlantique de Panama (1672).

L'endroit a été exploré en 1502 par Christophe Colomb, lors de son quatrième voyage, et qui lui donne le nom de « port de Bastimentos »,.
La ville est fondée en 1510 en tant que colonie espagnole par Diego de Nicuesa, gouverneur de la Castille d'Or, qui lui donne le nom de « Nombre de Dios »,. C'est le plus ancien établissement espagnol dans l'isthme de Panama toujours habité de nos jours.
Elle était à l'origine le port principal de la Flotte des Indes, mais elle était construite à proximité d'un marais malsain, et était impossible à fortifier. Attaqué et dévasté régulièrement par les indigènes, les conquistadors abandonnent le lieu et s'installent plus à l'est ou ils fondent Santa María la Antigua del Darién. En 1519, les Espagnols reviennent à Nombre de Dios et construisent le Camino Real afin de le relier à la ville de Panama située sur la côte Pacifique.
Jusqu'à la fin du XVIIe siècle, il n'y a pas de navigation dans l'Atlantique sud pour relier les mines d'argent et d'or du Pérou. Ces minerais sont transportés par une flotte espagnole dans le Pacifique qui apporte le minerai sur la côte Pacifique à Panamá par le Camino Real. 850 mules étaient employées à porter les objets de valeur jusqu'à Nombre de Dios côté Atlantique. Dans ce port de transbordement, la deuxième flotte espagnole basée à l'arsenal de Carthagène prenait ensuite en charge la cargaison pour l'amener en Espagne. Le port n'était pas occupé tout au long de l'année mais seulement à la saison d'arrivée des convois des deux flottes. Organisé par un « système de convoi » (P. Butel), l'isthme de Panama avait donc le monopole de la route maritime Pacifique-Atlantique jusqu'à la fin du XVIIe siècle. La grève médiocre de Nombre de Dios posant des difficultés pour les escales, on lui substitua celle d'un avant-port : Portobelo.
Francis Drake pille la ville en juin 1572, et prend en embuscade l'année suivante un convoi de navires chargés de métal précieux avant de revenir piller et brûler la ville en 1596,.
Au XVIIe siècle, la Flotte des Indes quitta Nombre de Dios pour le port voisin de Portobelo plus facilement fortifiable. Restée quasiment abandonnée, la ville existe toujours de nos jours, bien qu'elle ait perdu grandement de son importance.